# Praha-Sedlec
Praha-Sedlec egy csehországi vasútállomás, Prágában.

## Megközelítés helyi közlekedéssel
- Busz:  340, 350, 954
- Vonat:   S4   S41
- Hajó:   P1

## Vasútvonalak
Az állomást az alábbi vasútvonalak érintik:
- Prága–Děčín-vasútvonal

## Szomszédos állomások
A vasútállomáshoz az alábbi állomások vannak a legközelebb:
- Praha-Podbaba
- Roztoky u Prahy